# Interactive Achievement Awards 1999
A 2.ª cerimônia de entrega dos Interactive Achievement Awards (ou Interactive Achievement Awards 1999, no original em inglês: 2nd Annual Interactive Achievement Awards) foi a segunda cerimônia de premiação anual realizada pela Academia de Artes e Ciências Interativas (AIAS), no qual homenageou os melhores títulos da indústria de jogos eletrônicos lançados no ano de 1998 e início de 1999. Ocorreu no Hard Rock Hotel and Casino em Las Vegas, Nevada, em 13 de maio de 1999.[carece de fontes?]
Ao contrário da primeira cerimônia de premiação do Interactive Achievement Awards, o evento não ocorreu em Los Angeles, mas apesar disso, o IAA foi realizado após o primeiro dia da convenção e feira de jogos Electronic Entertainment Expo (E3) 1999. Não houve um anfitrião específico para toda a premiação, mas os apresentadores incluíram Bruce Shelley, Peter Molyneux, George Ailstair Sanger, Bruno Campos, Zachery Ty Bryan, Gilman G. Louie, Ben Stein, Tia e Tamera Mowry, Chris Roberts, David Perry, Danica McKellar, David Gallagher, Coolio, Sugar Ray Leonard, Jez San, Thomas Galvin e Nicholle Tom.
The Legend of Zelda: Ocarina of Time foi o jogo com maior número de indicações da cerimônia, bem como foi o mais premiado, onde destes inclui o maior prêmio do Interactive Achievement Awards, o Jogo do Ano. Ocarina of Time perdeu aenas uma das 7 categorias em que esteve concorrendo, onde nesta o prêmio foi dado ao Pokémon Red and Blue da Game Freak. O criador da franquia Civilization, Sid Meier, foi homenageado com o prêmio AIAS Hall da Fama, no qual foi apresentado por Shigeru Miyamoto, que recebeu o prêmio de Hall da Fama no ano anterior.

## Visão geral
Seguindo o mesmo modelo apresentado na primeira exibição do Interactive Achievement Awards em 1998, a Academia de Artes e Ciências Interativas montou um júri com mais de 100 desenvolvedores, artistas, produtores, designers e programadores da indústria de entretenimento interativo que selecionou mais de 70 jogos para disputar nas 30 categorias da premiação, no qual duas delas foram destinadas a homenagear os veículos de informação dos jogos.
Categorias como "Jogo Online de Ação/Estratégia do Ano", "Jogo Online de Família/Tabuleiro do Ano e "Jogo Online de RPG do Ano" foram adicionadas a premiação, uma expansão para homenagear os jogos eletrônicos dedicados ao multiplayer, enquanto a principal categoria da cerimônia, "Título Interativo do Ano", foi renomeada para "Jogo do Ano".

## Vencedores e indicados

### Categorias
Títulos em negrito venceram nas respectivas categorias:
|  | Indica o ganhador dentro de cada categoria. |

| Jogo do Ano | Jogo de Ação para Computador do Ano |
| --- | --- |
| The Legend of Zelda: Ocarina of Time – Nintendo EAD/Nintendo - Banjo-Kazooie – Rare/Nintendo - Grim Fandango – LucasArts - Half-Life – Valve/Sierra Studios - Metal Gear Solid – Konami - Sid Meier's Alpha Centauri – Firaxis Games/Electronic Arts - Star Wars: Rogue Squadron – Factor 5/LucasArts                                                           | Half-Life – Valve/Sierra Studios - Starsiege: Tribes – Dynamix/Sierra On-Line - Tom Clancy's Rainbow Six – Red Storm Entertainment - Unreal – Epic MegaGames/GT Interactive |
| Jogo de Aventura para Computador do Ano | Título de Entretenimento Infantil para Computador do Ano |
| Grim Fandango – LucasArts - Dark Side of the Moon – SouthPeak Games - Douglas Adam's Starship Titanic – The Digital Village/Simon & Schuster - King's Quest: Mask of Eternity – Sierra Studios - Sanitarium – DreamForge Intertainment/ASC Games - The X-Files Game – HyperBole Studios/Fox Interactive                                                         | Disney/Pixar's A Bug's Life Action Game – Traveller's Tales/Buena Vista Games - Barbie Riding Club – Human Code/Mattel Media - Blue's Birthday Adventure – Humongous Entertainment - Dr. Brain Thinking Games: IQ Adventure – Knowledge Adventure - LEGO Creator – Superscape/Lego Media - Rugrats Adventure Game – Broderbund - The Starfire Soccer Challenge – Purple Moon/Stormfront Studios |
| Título Criativo para Computador do Ano | Título Educacional para Computador do Ano (0-8 anos) |
| Barbie Photo Designer Digital Camera and CD-Rom – Gorilla/Mattel Interactive - 3-D Castle Creator – Image Builder Software/IBM - American Greetings Craft Deluxe – American Greetings/Broderbund - Cosmopolitan Virtual Makeover 2 – Mattel Interactive - Printmaster Platinum 7.0 – Broderbund                                                                 | JumpStart Preschool – Knowledge Adventure - Blue's Birthday Adventure – Humongous Entertainment - Disney's Adventures in Typing with Timon & Pumbaa – Disney Interactive - Dr. Seuss Preschool – The Learning Company - Elmo's Reading: Preschool & Kindergarten – Children's Television Workshop/The Learning Company - Reader Rabbit's Math – The Learning Company                            |
| Título Educacional para Computador do Ano (9-16 anos) | Título para Família de Computador do Ano |
| Thinkin' Science ZAP! – Edmark Corp. - Journey Into the Brain – Morphonix - JumpStart Adventures: 6th Grade – Human Code/Knowledge Adventure - National Geographic Maps – National Geographic Interactive/Broderbund - Star Wars: Droidworks – Lucas Learning/LucasArts                                                                                         | National Geographic Maps – National Geographic Interactive/Broderbund - 3-D Castle Creator – Image Builder Software/IBM - Looney Tunes Cosmic Capers Animated Jigsaws – SouthPeak Games - Star Wars: Behind the Magic – LucasArts - The D Show – CyberFlix/Disney Interactive |
| Jogo para Computador do Ano | Jogo de RPG para Computador do Ano |
| Half-Life – Valve/Sierra Studios | Baldur's Gate – BioWare/Black Isle Studios/Interplay Entertainment - Fallout 2 – Black Isle Studios/Interplay Productions - Might and Magic VI: The Mandate of Heaven – New World Computing/The 3DO Company - Return to Krondor – PyroTechnix/7th Level/Sierra Studios |
| Jogo de Simulação para Computador do Ano | Jogo de Esporte para Computador do Ano |
| Need for Speed III: Hot Pursuit – EA Canada/EA Seattle/Electronic Arts - Descent: FreeSpace - The Great War – Volition/Interplay Productions - Independence War – Particle Sytems/Infogrames Entertainment - Jane's WWII Fighters – Jane's Combat Simulations/Electronic Arts - Total Air War – Digital Image Design/Infogrames Entertainment                   | FIFA 99 – EA Canada/EA Sports - Links LS 1999 – Access Software - Madden NFL 99 – EA Tiburon/EA Sports - Motocross Madness – Rainbow Studios/Microsoft - NASCAR Revolution – Stormfront Studios/EA Sports |
| Jogo de Estratégia para Computador do Ano | Jogo de Ação para Console do Ano |
| Sid Meier's Alpha Centauri – Firaxis Games/Electronic Arts - Caesar III – Impressions Games/Sierra Studios - Close Combat III: The Russian Front – Atomic Games/Microsoft - MechCommander – FASA Interactive/MicroProse - Sim City 3000 – Maxis/Electronic Arts                                                                                                 | Banjo-Kazooie – Rare/Nintendo - Metal Gear Solid – Konami - Parasite Eve – Squaresoft/Square Electronic Arts - Spyro the Dragon – Insomniac Games/Sony Computer Entertainment - Tenchu: Stealth Assassins – Acquire/Activision |
| Jogo de Aventura para Console do Ano | Jogo de Luta para Console do Ano |
| The Legend of Zelda: Ocarina of Time – Nintendo EAD/Nintendo - Banjo-Kazooie – Rare/Nintendo - MediEvil – SCE Studio Cambridge/Sony Computer Entertainment - Oddworld: Abe's Exoddus – Oddworld Inhabitants/GT Interactive Software | WCW/nWo Revenge – Asmik Ace Entertainment/AKI Corporation/THQ - Bushido Blade 2 – Light Weight/Square Electronic Arts - WWF War Zone – Iguana West/Acclaim Entertainment |
| Jogo de Console do Ano | Jogo de Corrida para Console do Ano |
| The Legend of Zelda: Ocarina of Time – Nintendo EAD/Nintendo | Gran Turismo – Polys Entertainment/Cyberhead/Sony Computer Entertainment - Extreme-G 2 – Probe Entertainment/Acclaim Entertainment - F-Zero X – Nintendo EAD/Nintendo - Need for Speed III: Hot Pursuit – EA Canada/EA Seattle/Electronic Arts |
| Jogo de RPG para Console do Ano | Jogo de Esporte para Console do Ano |
| The Legend of Zelda: Ocarina of Time – Nintendo EAD/Nintendo - Pokémon Red and Blue – Game Freak/Nintendo - Panzer Dragoon Saga – Team Andromeda/Sega - Parasite Eve – Squaresoft/Square Electronic Arts | 1080° Snowboarding – Nintendo EAD/Nintendo - Everybody's Golf – Camelot Software Planning/Sony Computer Entertainment - Kobe Bryant in NBA Courtside – Left Field Productions/Nintendo - NFL Blitz – Midway Games - NFL Quarterback Club 99 – Iguana Entertainment/Acclaim Entertainment |
| Site de Entretenimento do Ano | Site de Notícias/Informação do Ano |
| GameSpot - Comedy Central Online - MSN Gaming Zone - Uproar | CNN - GameSpot - Media News Week - Metromix - New York Times |
| Jogo Online de Ação/Estratégia do Ano | Jogo Online de Família/Tabuleiro do Ano |
| Starsiege: Tribes – Dynamix/Sierra On-Line - Air Warrior III – Kesmai/Interactive Magic - CyberStrike 2 – Simutronics/989 Studios | Multiplayer Jeopardy! Online – Sony Online Entertainment - Multiplayer Wheel of Fortune Online – Sony Online Entertainment - The Game of LIFE – Mass Media/Hasbro Interactive - What's the Big Idea? – Berkeley Systems |
| Jogo Online de RPG do Ano | Conquista na Excelência Artística/Gráfica |
| Ultima Online: The Second Age – Origin Systems/Electronic Arts - Dragon Realms: Maritime Expansion – Simutronics - Meridian 59: Dark Auspices – The 3DO Company | Banjo-Kazooie – Rare/Nintendo - Grim Fandango – LucasArts - Half-Life – Valve/Sierra Studios - Spyro the Dragon – Insomniac Games/Sony Computer Entertainment |
| Conquista na Excelência em Personagem ou Desenvolvimento de História | Conquista na Excelência em Design Interativo |
| Pokémon Red and Blue – Game Freak/Nintendo - Grim Fandango – LucasArts - Half-Life – Valve/Sierra Studios - King's Quest: Mask of Eternity – Sierra Studios - Metal Gear Solid – Konami - Sanitarium – DreamForge Intertainment/ASC Games - The X-Files Game – HyperBole Studios/Fox Interactive - The Legend of Zelda: Ocarina of Time – Nintendo EAD/Nintendo | The Legend of Zelda: Ocarina of Time – Nintendo EAD/Nintendo - Half-Life – Valve/Sierra Studios - Metal Gear Solid – Konami - Pokémon Red and Blue – Game Freak/Nintendo - Sid Meier's Alpha Centauri – Firaxis Games/Electronic Arts |
| Conquista na Excelência Engenharia de Software | Conquista na Excelência em Som e Música |
| The Legend of Zelda: Ocarina of Time – Nintendo EAD/Nintendo - Half-Life – Valve/Sierra Studios - Metal Gear Solid – Konami - Motocross Madness – Rainbow Studios/Microsoft - NFL Quarterback Club 99 – Iguana Entertainment/Acclaim Entertainment | Road Rash 3D – Electronic Arts - Grim Fandango – LucasArts - Heart of Darkness – Amazing Studio/Interplay Productions - Wild 9 – Shiny Entertainment/Interplay Productions |

### Prêmios honorários
| AIAS Hall da Fama                            |
| -------------------------------------------- |
| Sid Meier – Criador da franquia Civilization |

## Jogos com múltiplas indicações e prêmios
| Indicações                           | Jogo |
| ------------------------------------ | ---- |
| 7                                    |      |
| Half-Life                            |      |
| The Legend of Zelda: Ocarina of Time |      |
| 5                                    |      |
| Grim Fandango                        |      |
| Metal Gear Solid                     |      |
| 4                                    |      |
| Banjo-Kazooie                        |      |
| 3                                    |      |
| Pokémon Red and Blue                 |      |
| Sid Meier's Alpha Centauri           |      |
| 2                                    |      |
| 3-D Castle Creator                   |      |
| Blue's Birthday Adventure            |      |
| King's Quest: Mask of Eternity       |      |
| Motocross Madness                    |      |
| Need for Speed III: Hot Pursuit      |      |
| NFL Quarterback Club 99              |      |
| Parasite Eve                         |      |
| Sanitarium                           |      |
| Spyro the Dragon                     |      |
| Starsiege: Tribes                    |      |
| The X-Files Game                     |      |

| Prêmios | Jogo                                 |
| ------- | ------------------------------------ |
| 6       | The Legend of Zelda: Ocarina of Time |
| 2       | Banjo-Kazooie                        |
| 2       | Half-Life                            |